# Nectarinia johnstoni
Beija-flor-de-johnston ou nectarínia-de-tufos-escarlates (Nectarinia johnstoni) é uma espécie de ave da família Nectariniidae.
Pode ser encontrada nos seguintes países: República Democrática do Congo, Quénia, Malawi, Ruanda, Tanzânia, Uganda e Zâmbia.